# Ni no kuni: La minaccia della Strega Cinerea
Ni no kuni: La minaccia della Strega Cinerea (二ノ国 白き聖灰の女王?, Ni no kuni: Shiroki seihai no jyoō, lett. "Seconda nazione: La regina della cenere bianca sacra") è un videogioco di ruolo del 2010, sviluppato da Level-5 e Studio Ghibli e pubblicato da Namco Bandai per PlayStation 3 e Nintendo DS.
Il gioco è uscito per la prima volta in Giappone il 9 dicembre 2010 in esclusiva per Nintendo DS. Il 17 novembre 2011 ne è stata realizzata una versione per PlayStation 3 in terra nipponica, pubblicata in Europa e Nord America nel gennaio del 2013.
La versione per PlayStation 3 non è soltanto un porting ma un'effettiva espansione del titolo per Nintendo DS, rispetto al quale presenta un ampliamento della trama e alcune migliorie nelle meccaniche di gioco e nella grafica.
Il gioco è stato pubblicato anche per Nintendo Switch a settembre 2019, insieme a una versione rimasterizzata per Microsoft Windows e PlayStation 4.

## Trama
Il protagonista di gioco è il tredicenne Oliver, che abita assieme alla madre nella città di Motorville. Una sera il giovane e il suo migliore amico Philip provano un'auto che avevano costruito; il mezzo ha, però, un malfunzionamento e Oliver precipita in un fiume. La madre lo porta in salvo, tuttavia subito dopo accusa un malore e qualche tempo dopo perde la vita. Mentre è in lutto per la perdita, tre giorni dopo, abbracciando una bambola che la madre gli aveva regalato qualche tempo prima, con le sue lacrime quest'ultima si trasforma in Lucciconio (Drippy nella versione anglofona, Shizuku in quella nipponica). Questo si presenta come una fata maschio, proveniente da un mondo parallelo, nel quale era presente una creatura malvagia, Shadar il Genio Nero, che con la sua potente magia oscura terrorizzava quel mondo e, ben presto, avrebbe messo a rischio anche il suo. Affermando che lui è il Puro di Cuore, destinato a salvare quel mondo, Lucciconio convince Oliver a seguirlo nel mondo parallelo per sconfiggere Shadar, offrendogli la possibilità di resuscitare la madre trovando la sua anima affine, ovvero una sua versione parallela residente in quel mondo, la Grande Saggia Alicia, che aveva affrontato Shadar, finendo per essere però sconfitta e intrappolata da quest'ultimo. Liberandola e ricostruendo il legame tra lei e la madre, Oliver avrebbe potuto quindi resuscitare quest'ultima.
Sfruttando un libro magico, l'Abbecedabra (Wizard Companion in inglese), e una bacchetta magica ricavato da un rametto trovato per caso, Oliver dunque giunge nel mondo di Lucciconio, il quale gli spiega che Shadar semina il terrore tra gli abitanti rendendoli "cuorinfranti", ovvero privandoli di un'emozione, e lui è l'unico che può fermare gli effetti del potere malvagio del Genio Nero; per farlo, attraversando il Boscoscuro, ottiene in esso da un grosso albero parlante, la Vecchia Quercia, il medaglione prendicuore e alcuni incantesimi. In seguito Oliver, ha modo di sfruttare questi arrivando alla città di Gatmandù, restituendo l'entusiasmo dapprima ad una guardia e successivamente facendo altrettanto con il re Felix XIV, liberandolo dalla condizione di "cuorinfranto" che lo aveva reso pigro e privo di entusiasmo.

Dopo aver salvato nuovamente il re felino dall'attacco del re dei topi, Oliver ottiene come ricompensa la sua bacchetta magica, e si dirige alla volta della città desertica di Muccakesh, alla ricerca del Grande Saggio Rakeem per imparare magie per sconfiggere Shadar. Non appena trovano l'uomo, tuttavia, questo si rifiuta di aiutarli poiché, per aver affrontato il Genio Nero, ne aveva pagato le conseguenze la figlia Ester, ridotta come un cuorinfranto. Per curarla, Oliver torna nel suo mondo alla ricerca della sua "anima affine", che scopre essere una ragazzina chiamata Stella, che era solito vedere sempre affacciata alla finestra. Interrogando la giovane sui motivi per cui non esce di casa, scoprono che il padre, l'anima affine del saggio Rakeem, non solo è un cuorinfranto, ma è impossessato da uno spirito maligno, chiamato Incubo. Sconfitto il mostro, sfruttando la gentilezza della moglie per riparare il cuore dell'uomo, Stella trova il coraggio di uscire di casa, curando così il cuore della sua "anima affine" Ester. Successivamente quest'ultima, per sdebitarsi, decide di unirsi a Oliver nel suo viaggio, affrontando assieme tra l'altro una prima volta Shadar che tenta di far eruttare il Monte Fornace e distruggere Muccakesh.
Dopo aver scongiurato l'eruzione il gruppo si dirige a Porto Goa, nel quale prendere una nave per dirigersi nella città di Piggsbruck nella regione di Autumnia, alla ricerca di un altro Grande Saggio per imparare nuove magie. Ottenuto un lasciapassare per usufruire della nave dalla Muccaliffa Lola, sovrana di Muccakesh, tuttavia un giovane ladruncolo, di nome Arsuino, lo sottrae loro e cerca di usarlo per sé; quando poi Oliver e gli altri si confrontano con lui, scoprono che è impossessato da un "Incubo". Dopo essersi sbarazzati dello spirito, Arsuino decide di unirsi a loro in viaggio verso Autumnia, e giunti a Piggsbruck, grazie ad uno stratagemma del giovane ladruncolo, il gruppo riesce ad infiltrarsi nel palazzo reale per incontrare Calidonio, un altro Grande Saggio che abitava lì, e che si scopre essere l'imperatore ed un "cuorinfranto". Poco dopo il gruppo si ritrova a tornare indietro nel tempo, ai tempi dell'Imperatore precedente, padre di Calidonio, che rivela loro che per tornare al loro tempo hanno bisogno dell'incantesimo "Cronoviaggio", che è possibile da usare solo con lo scettro Tristella, situato nel Sentiero Funebre. Oliver e gli altri, così, giungono nel luogo, accompagnati tra l'altro dal piccolo Calidonio ed il fratello maggiore Marcello, e successivamente in una tomba trovano lo scettro Tristella. Tornati al palazzo scoprono, tuttavia, che l'Imperatore è stato aggredito da Shadar ed, inoltre, emerge che Arsuino è in realtà suo figlio Marcello scappato quando Calidonio aveva acquisito i poteri da Saggio e, quindi, il diritto di essere successore al trono di Piggsbruck.
Tornati al loro tempo, curano il cuore del Calidonio adulto, che, dopo essersi ripreso, spiega ad Oliver che per sconfiggere Shadar avrebbero dovuto prima far sparire la "nebbiascura", un potente miasma che circonda il suo palazzo capace di respingere ogni magia. Per farlo avrebbero dovuto completare lo scettro Tristella, trovando le tre pietre magiche da incastonare in esso, per restituire ad esso la sua piena potenza. Dopo aver ritrovato la mappa che indica il luogo delle pietre, rubata da Kobrai, capo dei "Pirati del cielo", Oliver e gli altri sconfiggono le tre Guardie e ricevono da esse le pietre. In seguito, poi, grazie all'aiuto della Grande Saggia Maya, scomparsa dopo la distruzione di Xanadu, la città di cui era regina, per mano di Shadar, che l'aveva anche resa un cuorinfranto, tornata in sé grazie ad Oliver, lo aiuta a completare e risvegliare il pieno potenziale dello scettro Tristella. Dopo essere giunti nella Palude dei Miasmi, luogo dove risiede Shadar, Oliver e gli altri usano il leggendario Triflauto appartenuto al Re Mago, ricostruito con l'aiuto dei sovrani dei regni, e fanno scomparire il miasma, potendo avanzare alla volta del castello di Nonritorno. Dopo aver affrontato e sconfitto il braccio destro di Shadar, Oliver raccoglie il cuore di tenebra, pronto a liberare l'anima di Alicia; tuttavia tramite alcune memorie nascoste all'interno dello stesso il giovane scopre che la Grande Saggia, è in realtà proprio sua madre, che dopo essere stata sconfitta da Shadar, con "Cronoviaggio", era andata avanti nel tempo e giunta nell'altro mondo lo aveva dato alla luce, perdendo però la possibilità di avere un'anima affine.
In seguito a questa rivelazione, Oliver viene sopraffato dalla disperazione di non poter salvare la madre, e cade in uno stato di sonno profondo. Alcuni giorni dopo, tuttavia, grazie anche all'intervento di Pea, una misteriosa bambina che aveva conosciuto ad inizio gioco e con la quale durante i suoi viaggi tra i due mondi aveva stretto sempre più amicizia, che gli ricorda di tutte le persone che aveva aiutato e a cui aveva riparato il cuore durante il suo viaggio, Oliver riesce finalmente a riprendersi. Successivamente dunque Oliver giunge faccia a faccia con Shadar, che però gli rivela di essere la sua anima affine, e quindi non avrebbe potuto eliminarlo perché altrimenti anche lui avrebbe seguito lo stesso destino. Nonostante ciò il giovane si confronta con il Genio Nero, e dopo un lungo e duro scontro, alla fine riesce a sconfiggerlo, anche se a causa di ciò anch'egli scompare nel nulla. Poco dopo Oliver viene attraversato dalle vecchie memorie di Shadar, scoprendo che un tempo si chiamava Leroy ed era stato un giovane soldato della città di Hostilya che, praticando la magia, voleva portare la pace e alla fine di tutte le guerre. Quando, però, il suo esercito attacca e rade al suolo la città di Rubicon, perché sede di uno dei Grandi Saggi, il giovane aveva tentato di opporsi all'invasione e aveva porta in salvo una bambina, permettendole di scappare via. Tale bambina si era poi rivelata la figlia del Grande Saggio, e per averle permesso di scappare viene arrestato e cacciato via dall'esercito. A causa di ciò, devastato per l'invasione a cui aveva fatto parte e sentendosi in colpa per non essere riuscito a portare in salvo nessun innocente, si era fatto sopraffare dalla disperazione e aveva risvegliato il suo pieno potenziale magico, tramutandosi però in magia nera e diventando l'Esecutore che avrebbe portato alla fine del mondo. Terminate le memorie, Oliver si ritrova in un posto misterioso con Shadar, che ammette la sua sconfitta, e decide di portarlo in salvo recidendo il legame tra le loro due anime, in modo che il giovane non avrebbe seguito il suo stesso destino. Prima di sparire, Shadar ha un'ultima conversazione con Alicia che, mostrandogli il ciondolo che quello le aveva dato, rivela di essere la bambina che aveva portato in salvo anni prima, e gli dice che pur avendo distrutto precedentemente il suo mondo, aveva lo stesso portato ad un'epoca pacifica e dove non vi erano più guerre.
In seguito Oliver si ricongiunge con i suoi amici e vede l'oscuro castello di Nonritorno rifiorire e risplendere, e viene poi raggiunto dallo spirito della madre che si congratula con lui per aver salvato il mondo, e gli cede il ciondolo. In seguito Oliver e gli altri si dirigono a Gatmandù per partecipare alla festa in suo onore per aver salvato il mondo dalla minaccia di Shadar, e qui il giovane esprime a Lucciconio e gli altri compagni l'intenzione di voler tornare a Motorville, promettendo però di ritornare a far visita loro. Durante le celebrazioni, tuttavia, la Strega Cinerea, un'entità dotata di poteri magici ancor più potenti di Shadar, fa scendere dal cielo grigio la sua cenere sacra, che trasforma il Re Felix e tutti gli altri abitanti in delle bestie mostruose e aggressive. Oliver e gli altri vengono portati in salvo da Calidonio, che li porta sulla Viverna d'acciaio, la nave volante di Kobrai, e rivela che quasi tutto il mondo con la discesa della cenere era diventato pieno di bestie mostruose. Oliver decide, allora, di tornare a Motorville per parlare con Pea, che in precedenza aveva mostrato di essere a conoscenza di alcune cose riguardo alla cenere. Dopo aver convinto la bambina a seguirlo nell'altro mondo, qui scoprono che quella non solo è dotata di poteri magici, ma che conosce una potente magia, che avrebbe permesso di distruggere cristalli neri creati dalla cenere, fonte della magia che aveva trasformato la gente nelle bestie mostruose.

Così Oliver e gli altri si dirigono nei vari regni per affrontare e salvare i vari sovrani e gli altri abitanti ridotti in mostri con l'aiuto della magia di Pea, e distruggendo i cristalli trovano alcuni fiori magici, attraverso i quali, toccandoli, scoprono man mano tutta la verità sulle origini di Pea. La bambina, in realtà, era vissuta migliaia di anni prima come Cassiopea, giovane principessa dell'antica città di Nazcaa che aveva ereditato il trono in seguito alla morte del padre, il Re Mago. Nel corso degli anni quella aveva regnato con l'aiuto dell'Assise dei Dodici, un gruppo di funzionari malvagi che avevano governato il regno riducendo gli abitanti sempre più in povertà, per poi far ricadere tutte le colpe sulla giovane regina. Un giorno Cassiopea, venuta a conoscenza di ciò, usò la cenere sacra, convinta che avrebbe eliminato le sofferenze e i problemi degli abitanti di Nazcaa, e avrebbe portato la pace. Gli effetti della cenere, tuttavia, furono nefasti e nel corso degli anni gli abitanti, tramutati in mostri cominciarono ad attaccarsi e massacrarsi a vicenda, finché Cassiopea non rimase l'unica sopravvissuta, rinchiusa nel suo palazzo. Qui all'interno di alcuni fiori aveva riposto le memorie di tutto quello che le era successo, sperando che un giorno qualcuno rompesse la sua solitudine. Secoli dopo, però, un giorno la sua parte più innocente si separò da lei, diventando Pea, mentre Cassiopea, impossessata dalla disperazione per la sua lunga solitudine, si tramutò nella Strega Cinerea e raggruppandosi con l'Assise dei Dodici, divenuta quella dei Zodiarchi, decise che avrebbe portato alla fine del mondo, sfruttando nuovamente il potere della cenere sacra.
Dopo aver scoperto tutto ciò Oliver e gli altri giungono nelle rovine di Nazcaa, e qui dopo aver riposto i fiori in alcuni vasi, da dietro alcune nuvole compare un enorme castello fluttuante, dove risiede la Strega. Così mentre gli eserciti dei vari regni tentano un attacco esterno contro il castello, Oliver e il suo gruppo si infiltrano all'interno dello stesso. Dopo aver avanzato per i corridoi, Oliver giunge alla fine nella sala dove la Strega e i Zodiarchi, riuniti in cerchio, lo attendono e lo invitano a cercare di convincerli a fermare le loro intenzioni di portare alla fine del mondo. Il ragazzo, tuttavia, svela che quello era un'illusione della Strega, che in realtà era sempre stata sola, quindi i Zodiarchi non esistevano, ma erano solo frutto della sua potente magia. Così Oliver e gli altri avanzano nella sala del trono, ove siede solitaria la Strega, con la quale sono costretti poco dopo a confrontarsi. Dopo averla finalmente sconfitta, Oliver la spinge ad abbandonare la disperazione nel suo cuore, e dare un'altra chance al mondo, affermando che non può scegliere egoisticamente di distruggerlo, ma che deve cercare di migliorarne le imperfezioni col tempo, per quanto difficile e doloroso sia, e prendere la vita così com'è. Così dunque Pea dà un ultimo saluto ad Oliver, ringraziandolo per ciò che ha fatto, e infine si riunisce a quest'ultima, tornando alle sue originali fattezze di Cassiopea. Subito dopo, tuttavia, vengono aggrediti da una mostruosa entità che si rivela essere gli Zodiarchi che erano sfuggiti al potere magico della Strega ed erano diventati indipendenti e cercano di distruggerli; alla fine Oliver e gli altri, anche grazie all'aiuto di Cassiopea, riescono a eliminare definitivamente i Zodiarchi.
In seguito, quindi, Cassiopea ringrazia Oliver e gli altri per averla aiutata a ritrovare la voglia di vivere, e la speranza nel cuore, e promette di fare ammenda delle crudeltà compiute, facendo scomparire la cenere sacra, e riempiendo il suo castello di fiori così da ridare la felicità e il sorriso a tutti. Alla fine, poi, Oliver può ritornare nel suo mondo, e dopo aver sorvolato tutta Motorville su una scopa, arriva finalmente a casa sua, pronto a vivere la sua vita facendo tesoro di tutte le esperienze nell'altro mondo.

## Modalità di gioco
Durante il gioco, si vestiranno i panni del giovane mago Oliver. Parte principale di gioco sono i combattimenti che si svolgeranno, con il tipico sistema dei giochi di ruolo in cui il giocatore e i suoi alleati combattono a turni contro i nemici. Al di fuori delle lotte il giocatore potrà invece esplorare liberamente l'ampio mondo, dove sarà possibile compiere numerose azioni, come raccogliere oggetti nascosti e interagire con i vari personaggi presenti tra i vari sentieri e, soprattutto, le città. Elemento molto importante del gioco è l'Abbecedabra, un grimorio donato ad Oliver da Lucciconio, nel quale il giocatore potrà trovare tutti gli incantesimi magici, la lista dei famigli, le armi, le armature e altre numerose informazioni importanti che potrà consultare ogni volta che vorrà.

### Combattimenti
I nemici di gioco saranno perlopiù rappresentati da creature che sarà possibile incontrare per i luoghi della mappa. Durante i combattimenti, il giocatore non solo potrà guidare Oliver, ma anche il resto degli altri personaggi alleati, all'interno di un'arena per tentare di attaccare gli avversari ed evitare i colpi degli stessi. Nelle lotte il giocatore dovrà avere un approccio tattico, cercando di colpire le debolezze per poterli eliminare prima, e viceversa dovrà stare attento alle proprie debolezze per evitare di subire eccessivi danni. Alcuni attacchi, infatti, possono avere una maggiore o una minore efficacia rispetto ad altri, a seconda del segno celeste a cui appartiene il nemico o i famigli del gruppo guidato dal giocatore. Durante i combattimenti il giocatore può scegliere di attaccare i nemici con attacchi diretti con le armi equipaggiate dei protagonisti, o sfruttando il potere dei propri famigli o delle abilità peculiare di ciascun personaggio (come ad esempio gli incantesimi magici di Oliver). Il giocatore dovrà anche prestare attenzione alla barra verde degli HP, che diminuirà man mano che un personaggio subisce danno dagli avversari, e che se arriva a zero lo renderà impossibilitato a continuare la lotta, e alla barra blu degli MP, che verranno consumati ogni qual volta si userà le abilità di un personaggio o del suo famiglio, oppure, nel caso di Oliver, si lancerà un incantesimo. Per poter riempire le barre e recuperare la parte di salute o di punti magia perso, il giocatore può usare vari oggetti che troverà esplorando i vari luoghi di gioco, oppure acquistandoli nei negozi delle città. In alternativa durante i combattimenti, i nemici lasceranno cadere alcune piccole sfere che, a seconda del colore, potranno permettere al giocatore di recuperare HP o MP. Vi sono, poi, alcune sfere dorate che possono comparire durante alcune fasi della lotta, che permettono al personaggio che le raccolgono di usare un attacco speciale molto potente. Infine al termine di un combattimento vinto, Oliver e gli altri personaggi ricevono soldi e punti esperienza, che saranno sempre maggiori man mano che si sconfiggerà nemici sempre più forti, e permettono loro di salire di livello più velocemente.

#### Famigli
I famigli sono creature magiche nate dal cuore di una persona, che il giocatore può usare per combattere i nemici, per un periodo delimitato di tempo, indicato con una barra, ed una volta che questo si esaurirà, per poter riusare il famiglio si dovrà attendere che la barra si ricarichi. Essi condividono gli HP e gli MP del personaggio che li guida, quindi se uno di essi viene messo KO, anche il personaggio viene eliminato. Come i personaggi principali, anche essi possono essere equipaggiati con armi e armature sempre più forti. Come già detto ciascuno di essi è contrassegnato da uno dei quattro segni celesti (sole, luna, stella, pianeta), a seconda del quale avrà affinità diverse ad un attacco che può arrecare o subire dal nemico. Assieme al personaggio che li guida, i famigli ricevono punti esperienza e, quindi, salgono di livello e possono anche imparare nuove mosse più potenti. Raggiunto un certo livello, poi, i famigli possono essere pronti alla metamorfosi attraverso la quale, se il giocatore userà una pietra speciale, corrispondente al segno celeste di uno di essi, questo può evolversi; il nuovo famiglio inizierà dal livello 1, tuttavia avrà statistiche migliori della sua forma precedente, e potrà imparare abilità migliori. 
Ad eccezione dei famigli originali di ciascun personaggio, durante il gioco, per poter avere altri famigli, il giocatore dovrà combattere con le varie creature, e una volta sconfitta una, se su di essa compaiono dei cuoricini, sarà possibile usare l'abilità Serenata di Ester, che permetterà di catturarla. Quando il giocatore raggiunge il limite di famigli che può portare con sé, gli altri famigli che verranno catturati verranno portati nella "Tana dei Famigli", accessibile tramite alcune entrate che potranno essere trovati accanto ai punti di salvataggio di gioco. Recandosi in una di esse, il giocatore può depositare i famigli che non usa oppure viceversa recuperare uno di quelli depositati.
All'interno dell'Abbecedabra sarà possibile trovare la "Gabbia delle creature", nel quale il giocatore può selezionare un famiglio e nutrirlo con cibo e dolciumi (anch'essi acquistabili nei negozi o che possono essere trovati nei forzieri sparsi nei luoghi di gioco) che porteranno allo stesso benefici, come l'aumento delle sue varie statistiche di combattimento. Ciascun famiglio avrà il proprio cibo preferito, che permetterà un più rapido aumento delle statistiche, anche se il giocatore dovrà prestare attenzione alla barra di sazietà che, una volta riempita, non permetterà al famiglio di mangiare più nulla, fin quando la barra non verrà svuotata facendolo combattere.

#### Incantesimi
Nel corso del gioco il giocatore potrà trovare alcune pagine dell'Abbecedabra attraverso le quali poter far imparare a Oliver nuovi incantesimi. Essi sono suddivisi in quelli che possono essere usati durante i combattimenti, per attaccare e sconfiggere i nemici, e quelli che possono essere usati esclusivamente al di fuori le lotte, e serviranno per poter accedere a luoghi altrimenti irraggiungibili, curare i "cuorinfranti" o compiere azioni speciali (come ad esempio l'incantesimo "Medium" che permette di poter comunicare con gli spettri, oppure "Levitazione" che permette ad Oliver di levitare a pochi metri dal suolo, ed evitare eventuali trappole nascoste). In determinate situazioni, sarà comunque possibile usare un incantesimo di combattimento, anche al di fuori delle battaglie. Nella versione per DS, per poter evocare gli incantesimi, è necessario usare lo stilo per formare i lineamenti del disegno della pagina dell'Abbecedabra di uno specifico incantesimo.

### Calderone
Altra opzione disponibile nell'Abbecedabra è il Calderone, ottenibile ad un certo punto del gioco, e al cui interno vive un Genio. Grazie allo stesso sarà possibile, tramite alcune formule alchemiche, usare oggetti o specifici ingredienti nell'inventario, per creare armi o armature speciali e potenti, oppure cibi speciali con cui nutrire i famigli o curare con maggiore efficacia HP e MP.

### Soluzioni al volo
Soluzioni al volo è una serie di negozi che potranno essere trovati in tutte le città, e in essi il giocatore può accettare varie missioni secondarie che gli abitanti ed altri personaggi gli daranno. Tali missioni consistono generalmente nel raccogliere specifici oggetti richiesti, cacciare alcune creature speciali, oppure usare gli incantesimi "Prendicuore" e "Donacuore" per poter prendere un'emozione dal cuore di una persona e cederla ad un "cuorinfranto" e poter riparare il suo cuore. Portata a termine la missione il giocatore, oltre che ottenere una ricompensa, riceve anche meriti sulla propria "tessera dei meriti" che, una volta completata, può essere usata per acquistare oggetti, armi ed armature speciali. Dovranno quindi essere completate quante più "tessere dei meriti" possibili, così da scambiarle per oggetti sempre più importanti e utili che si sbloccheranno nel corso del gioco.

## Produzione
Il progetto, noto anche come Ni no kuni - The Another World, era stato annunciato per la prima volta sulla rivista giapponese Famitsū nel settembre 2008 come gioco per Nintendo DS, destando inoltre interesse per la partecipazione dello Studio Ghibli come responsabile degli artwork e animazioni. Il presidente e CEO di Level-5 Akihiro Hino e il produttore dello Studio Ghibli Toshio Suzuki rivelarono durante un'intervista con la stessa rivista che lo sviluppo dell'animazione del gioco era iniziato nel luglio 2008. Nel luglio 2010 la rivista Famitsū pubblica la notizia che il gioco sarà disponibile anche per PlayStation 3, con un'uscita prevista per il tardo 2011. La collaborazione tra Level-5 e Studio Ghibli è iniziata grazie al musicista Naoya Fujimaki che, avendo in precedenza collaborato con entrambe le compagnie, ha approfittato di un periodo di pausa dello Studio Ghibli in seguito alla pubblicazione del film Ponyo sulla scogliera, per fare da tramite tra l'allora presidente dello Studio, Toshio Suzuki, e il fondatore della Level-5, Akihiro Hino, che aveva ideato il progetto Ni no kuni per celebrare i 10 anni della società.
Inizialmente il gioco era stato formalmente sottotitolato the Another World, ma il 24 giugno 2010 Level-5 annunciò che tale titolo è stato sostituito da due sottotitoli diversi, uno per la versione DS, l'altro per quella PS3. Level-5 ha anche aggiunto che le due versioni sono state sviluppate separatamente da zero, e come tali hanno differenze per quanto riguarda dati, artwork, grafica, specifiche tecniche e sviluppo della storia, mantenendo quindi uguale solo la "linea narrativa".
Game director del gioco è Ken Motomura che, assieme ad Hino, hanno rivelato in un'intervista durante il Tokyo Game Show la stretta e continua collaborazione con lo Studio Ghibli, sulla gestione delle risorse, i dialoghi dei personaggi e le sequenze animate. Direttore dell'animazione è stato, invece, Yoshiyuke Momose che, in quanto dipendente dello Studio Ghibli, ha lavorato agli scenari, i design dei personaggi e le storyboard di gioco, ed ha portato lo stile tipico dei film della compagnia giapponese. Momose ha, inoltre, diretto anche gli attori nelle sessioni di motion capture per i movimenti e le espressioni dei personaggi.

## Colonna sonora
La colonna sonora del gioco è stata composta da Joe Hisaishi, noto per aver ideato molte musiche per vari anime dello Studio Ghibli. Tutta la colonna sonora all'interno del gioco è stata eseguita dalla Tokyo Philharmonic Orchestra. Il tema finale, Kokoro no Kakera ~ Fragments of Hearts, è stato cantato dalla celebre compositrice, nonché figlia di Hisaishi, Mai Fujisawa. Perché la musica orchestrata fosse prodotta con buona qualità dalle casse del Nintendo DS, il gioco è stato installato in cartucce da 4 gigabyte. Il 9 febbraio 2012 è uscito in Giappone un album dal titolo Ni no Kuni: Shikkoku no Madoushi Original Soundtrack. RPGFan ha scritto una recensione positiva della colonna sonora, paragonandola in maniera favorevole al lavoro di Kōichi Sugiyama per la serie Dragon Quest. Sqareenixmusic.com ha attribuito ad essa il punteggio pieno, definendo il lavoro di Hisaishi «il suo lavoro migliore da La città incantata».

## Edizioni speciali
L'edizione speciale, chiamata Wizard's Edition include l'Abbecedabra (il grimorio di Oliver), un peluche di Shizuku, un DLC contenente due imajinn ed il gioco.
Il videogame, che nella versione italiana è intitolato Ni no kuni: La minaccia della Strega Cinerea, dispone inoltre di doppiaggio sia in giapponese che in inglese con sottotitoli in francese, inglese, italiano, spagnolo e tedesco.

La scatola del gioco include anche un vero libro che rappresenta quello magico utilizzato dal protagonista, il quale è necessario per l'avanzamento nell'avventura. Al suo interno si trova un bestiario e altre informazioni a cui il gioco fa riferimento.

## Accoglienza
| Testata                            | Versione | Giudizio |
| ---------------------------------- | -------- | -------- |
| Metacritic (media al 12-08-2022)   | PS3      | 85/100   |
| Metacritic (media al 12-08-2022)   | NSW      | 84/100   |
| GameRankings (media al 09-12-2019) | PS3      | 85.97%   |
| GameRankings (media al 09-12-2019) | NSW      | 82.46%   |
| Multiplayer.it                     | PS3      | 9.3/10   |
| Famitsū                            | PS3      | 38/40    |
| Game Informer                      | PS3      | 7/10     |
| Everyeye.it                        | PS3      | 9/10     |
| IGN (ITA)                          | PS3      | 9/10     |
| SpazioGames.it                     | PS3      | 9/10     |
| Eurogamer (ITA)                    | PS3      | 9/10     |
| GameStorm.it                       | PS3      | 9/10     |

Ni no kuni ha ricevuto numerose recensioni e valutazioni positive ed entusiaste, per entrambe le versioni. Il sito Multiplayer.it definisce il gioco «il riscatto per il genere JRPG», e in generale i critici sono concordi nell'elogiare il titolo in ogni suo aspetto, come fatto da Weekly Famitsu, che commenta «L'animazione, la musica e la storia sono combinate insieme ad alto livello in modo da mantenere il giocatore costantemente esaltato. La maniera in cui il gioco si collega al libro è innovativa e ci sono molte ambientazioni che permettono di comprendere la storia in modo profondo». Inoltre, sempre secondo la rivista, per quanto sia consigliato dalle pubblicità giapponesi anche a bambini piccoli, il gioco potrebbe essere troppo complesso per tale genere di pubblico. Considerazioni simili sono giunte dal sito Everyeye.it che, riguardo alla trama, afferma che pur essendo narrata come se fosse una fiaba, riesce a raccontare la storia in maniera semplice ed efficace, e riuscire ad accattivare sia i giocatori più giovani, sia quelli adulti. Oppure, ad usare le parole del portale IGN, «Ni no kuni vuole essere il gioco di ruolo giapponese pop per eccellenza, quello che va bene per ogni stagione, capace di rivolgersi a qualsiasi pubblico, quasi l’archetipo del suo genere». Commenti positivi ed entusiasmanti sono stati riservati anche alle meccaniche di gioco che sia da Multiplayer.it che da SpazioGames.it sono stati definiti di gran qualità, degni dei titoli migliori del genere RPG, dai quali eredita numerosi elementi e funzioni, ben amalgamati e che rendono l'esperienza di gioco mai noiosa.

Non sono ovviamente mancati pieni e sentiti elogi e complimenti per la sinergia Level-5-Studio Ghibli e il lavoro sul piano tecnico ed artistico che ne è risultato. All'unisono sono giunti emozionati elogi e complimenti ai paesaggi mozzafiato di gioco, l'alternarsi della grafica delle sequenze con il motore grafico di gioco, con quelle sezioni animate di gran qualità, dello stile inconfondibile dello Studio Ghibli, e il character design molto variopinto dei personaggi. Molti hanno persino affermato che Ni no kuni possa affermarsi allo stesso livello dei film d'animazione di gran successo dello studio giapponese. Alcuni critici, soprattutto da Multiplayer.it e SpazioGames.it non hanno mancato di sottolineare anche il lavoro svolto da Joe Hisaishi per il comparto musicale ritenuto eccellente, con tracce musicali capaci di rendere al meglio l'atmosfera dei diversi paesaggi del gioco, e accompagnare al meglio il giocatore, sia nelle sue esplorazioni della mappa, sia nei combattimenti soprattutto contro i boss. Eurogamer affermò che era un gioco di ruolo ricco, godibile e pieno di elementi da approfondire. La struttura lineare e una generale semplificazione delle meccaniche lo rendevano perfetto per gli utenti più giovani e per coloro che volevano solamente godersi la storia, ma una gran quantità di elementi extra aggiungevano la profondità di cui i giocatori più esperti sentivano la necessità. GameStorm.it considerò il gioco un capolavoro di rara bellezza anche se apparteneva a un genere non certamente adatto a tutti e che non avrebbe soddisfatto chi amava l'immediatezza. Le scelte stilistiche furono molto gradite e l'intera avventura avrebbe trasportato i giocatori in un mondo magico. La grande longevità non faceva altro che confermare la qualità del titolo.
In generale dai critici e recensori critiche negative vere e proprie non ci sono state. Nello specifico, semmai, sono arrivati alcune considerazioni minori per cui, ad esempio, i critici concordano che la Level-5 poteva osare di più in certi aspetti sia della trama, la caratterizzazione dei personaggi e delle meccaniche GDR del gioco. In particolare la rivista statunitense Game Informer è stata più severa, affermando che alcuni difetti soprattutto sul sistema dei combattimenti a tratti frustrante, e la caratterizzazione dei personaggi secondari, ritenuta blanda e poco interessante, rendono il gioco ben lontana dalla qualità dei lavori dello Studio Ghibli. Critiche altrettanto forti e rilevanti sono anche giunte all'adattamento italiano del gioco; nello specifico ha fatto storcere il naso a qualche recensore soprattutto la scelta di far parlare Lucciconio in dialetto romano. La critica tuttavia si è limitata sul piano di un generale fastidio percepito nel vedersi inserito il dialetto nella narrazione generale, non avendo tuttavia la competenza necessaria per comprendere che la scelta di adattamento è stata effettuata per rendere il dialetto originale del Kansai, che in Giappone caratterizza i personaggi comici; per lo stesso motivo nella versione inglese è stato deciso di fare parlare Lucciconio col dialetto del Galles (e non cockney come è stato riportato da qualcuno).

### Vendite
I rivenditori giapponesi ordinarono inizialmente 600.000 copie di Ni no kuni, più di qualsiasi altra pubblicazione di Level-5. Durante la prima settimana di vendite è stato il secondo bestseller nella regione, con 170,548 copie vendute, fino a raggiungere, nel febbraio 2011, secondo le dichiarazioni dello stesso Hino, più di cinquecentomila copie vendute in Giappone. La versione per PlayStation 3 di Ni no kuni ha fatto registrare, invece, una richiesta iniziale di 164.000 copie, e durante la prima settimana ne sono state vendute tra le 65.000 e le 67.000. In seguito, ad un anno dall'uscita del gioco, sono state vendute in tutto il mondo 1,1 milioni di copie.

### Premi e riconoscimenti
Ni no kuni ha ricevuto numerose nomination e riconoscimenti e premi, dalle riviste giornalistiche videoludiche. In particolare, in seguito alla sua pubblicazione nel 2013 nel mercato occidentale, è stato premiato come Miglior gioco GDR dell'anno da siti e riviste americane come Destructoid, IGN, durante la 18ª edizione dei Satellite Awards e i VGX. Il gioco ha ottenuto ulteriori riconoscimenti al comparto musicale e sonoro con il Best Sound dal sito americano Cheat Code Central, alle scene d'animazione con l'Excellence in Animation durante il SXSW 2014 e, addirittura, durante i 13° Awards della National Academy of Video Game Trade Reviewers, ha ricevuto ben 5 riconoscimenti (Animation, Art Direction, Original Light Mix Score, Original Family Game e, grazie alla canzone Kokoro no Kakera ~ , Original/Adapted Song).

## Seguito e versione rimasterizzata del primo capitolo
Level-5 ha annunciato un seguito, intitolato Ni no kuni II: Il destino di un regno, durante l'evento PlayStation Experience nel dicembre 2015. Ambientato centinaia di anni dopo il primo capitolo, il gioco presenta un nuovo cast di personaggi. Rimandato due volte prima del suo lancio, è stato pubblicato per Microsoft Windows e PlayStation 4 il 23 marzo 2018.
All'E3 2019, Bandai Namco ha annunciato che il primo capitolo sarebbe stato pubblicato per Nintendo Switch il 20 settembre 2019. Lo stesso giorno è stata pubblicata anche una versione rimasterizzata con alcuni miglioramenti grafici per PC Windows e PlayStation 4.

## Altri media
Il 23 agosto 2019 è uscito, nelle sale giapponesi, un film d'animazione dal titolo Ni no kuni e ispirato all'omonima saga di videogiochi. Il film, realizzato dalla stessa Level-5, non ha visto la diretta collaborazione dello Studio Ghibli, ed è stato diretto da Yoshiyuki Momose (character designer che ha lavorato a vari film dello studio d'animazione); la colonna sonora è stata poi curata da Joe Hisaishi, storico compositore dello Studio Ghibli.
L'uscita internazionale è avvenuta invece il 16 gennaio 2020 sulla piattaforma streaming Netflix.